# Lipotriches basipicta
Lipotriches basipicta là một loài Hymenoptera trong họ Halictidae. Loài này được Wickwar mô tả khoa học năm 1908.